# バッキーとペピート
『バッキーとペピート』（Bucky and Pepito）は1958年にアメリカ合衆国でサム・シンガーをプロデューサーとして制作 された短編テレビアニメ。日本では1964年9月7日から1965年12月までフジテレビ系列で帯アニメとして毎日流れていた。

## 内容
アメリカ西部を舞台に、対照的な二人組の少年が織りなすドタバタコメディ・アニメ。

## 登場人物
バッキー
声:ダラス・マッケノン/吹き替え：白坂道子
テンガロンハットをかぶり腰に拳銃を吊ったウェスタンルックの白人少年。のんびり屋。
ペピート
声:ダラス・マッケノン/丸山裕子
ソンブレロとポンチョを着たメキシコ系少年。バッキーとは対照的にそそっかしい性格。
- ナレーター:原田一夫

## 日本での放送時間
| 期 | 放映期間          | 放送時間（JST）      | 備考                                        |
| -- | ----------------- | -------------------- | ------------------------------------------- |
| 1  | 1964年9月 - 11月  | 月 - 土18:00 - 18:05 |                                             |
| 2  | 1965年7月 - 10月  | 月 - 土18:00 - 18:05 |                                             |
| 2  | 1965年11月 - 12月 | 月 - 土18:07 - 18:12 | 18:07の『まんがの王さま』との枠交換で繰下げ |

## 日本語版スタッフ
- 翻訳：松宮三知子
- 日本語版制作：太平洋テレビ
- 主題歌：ハニー・ナイツ

## 後世での評価
評価の低いアニメを集めたDVDに本作から"The Vexin' Texan"と"Lone Pine Tree"の2話が収録され、雑誌編集者のハリー・マクラッケンはこのアニメを駄作の典型例とし「同時期のちょっと成功したアニメでもここまではなかった」と評した 。